# El súbdito
El súbdito (título original: Der Untertan) es una adaptación cinematográfica de la novela homónima de Heinrich Mann del año 1951 dirigida por Wolfgang Staudte y realizada en la República Democrática Alemana.

## Argumento
Diederich Heßling nació en Prusia. Como prusiano fue educado autoritariamente durante toda su juventud igual que los demás. Así se convirtió en un buen súbdito prusiano, acitud que también se extiende por toda Alemania por ser Prusia el estado dominante dentro de ella. Como tal tiene fe en la autoridad, pero aprende que ésta se disfruta más en una posición de poder. El que uno también debe estar al servicio del poder para avanzar y estar así en relación con el poder, lo aprende también muy bien: Para arriba encorvarse y para abajo pisotear es la actitud de la época. Por consiguiente, se engatusa con el presidente von Wulckow, el hombre más importante de su ciudad, bajo cuya protección hace intrigas contra opositores y hace pactos con los trabajadores socialdemócratas de su fábrica de papel y que dependen de él.
Así consigue subir de posición. Por el camino tira también así por la borda toda la moral queriendo vivir además con el consuelo que hay gente peor que él para no tener que cambiar de actitud. Finalmente alcanzó de esa manera la cima de su poder cuando consiguió erigir e inaugurar un monumento imperial de Guillermo II en su ciudad bajo insistencia de von Wulckow. Durante la inauguración habló furiosamente de forma chauvinista hasta que una tormenta interrumpe el final de la inauguración, por lo que todos tienen que refugiarse, incluido él. 
El mensaje político de la escena final se vuelve claro, cuando esa tormenta se convierte luego en una tormenta de humo que termina con la destrucción de la ciudad, que después del humo está en ruinas, en la que sólo la estatua queda intacta oyéndose por el camino también música de la época nazi. De forma implícita se insinúa que esa misma ciudad destruida es la ciudad inmediatamente después de la desastrosa Segunda Guerra Mundial. De forma implícita esta película señala así que esa actitud, que muchos otros en Alemania también emularon, llevó a Alemania al desastre de la Primera Guerra Mundial, luego al nazismo, una escalación de todo ello y finalmente, gracias a ello, a la incluso más desastrosa Segunda Guerra Mundial que ha dejado la ciudad completamente en ruinas. También advierte de forma clara que hay todavía gente que, a pesar de todo, continúa con esa actitud tan peligrosa y desastrosa llamando así implicitamente a que sean detenidos para evitar que haya otros desastres como los ya mencionados.

## Producción
El rodaje de la obra cinematográficoa fue hecha en los antiguos estudios cinematográficos de la UFA en Babelsberg, Potsdam.

## Recepción
Después de su estreno en Berlín Este el 31 de agosto de 1951, El súbdito se convirtió en una película que debía enseñarse en las escuelas de la RDA. En el occidente de Alemania, sin embargo, se consideró propaganda comunista y por ello estuvo prohibida durante seis años. Solo pudo verse allí en su integridad en la televisión pública en 1971. Desde entonces, sin embargo, ha sido considerada allí como una obra maestra en su ámbito.

## Literatura
- Heinrich Mann: El súbdito. Novela. Fránkfort del Meno: Fischer-Taschenbuch-Verlag 2006, 494 S., ISBN 3-596-16976-3
- Wolfgang Gersch, en: Film- und Fernsehkunst der DDR. Berlín (DDR): Henschel 1979, S. 139 – 141
- Christa Bandmann / Joe Hembus: Der Untertan. En: Klassiker des deutschen Tonfilms, Múnich: Goldmann 1980, S. 166 - 168 ISBN 3-442-10207-3